# George Junkin
George Junkin var en amerikansk pedagog och presbyteriansk präst, som var förste rektor för Lafayette College Pennsylvania, senare rektor för Miami University i Ohio och Washington College i Virginia. Han var en framstående teolog och konservativ presbyterian, som ansåg att slaveriet var sanktionerat av bibeln, men samtidigt en stark unionist som återvände till Pennsylvania när Virginia utträdde ur unionen.

## Biografi
George Junkins studiebegåvning gjorde att hans lantbrukande föräldrar lät honom gå på college. Han studerade sedan vid ett teologisk seminarium i New York. Efter skolan blev han pastor i en covenanterkyrka, det samfund han var uppfostrad i, men blev 1822 pastor i Presbyterian Church in the United States of America. Junkin gjorde en storartad insats vid grundandet av Lafayette College, som han ledde 1832-1841. Efter ett mellanspel 1841-1844 som rektor för Miami University återvände han till Lafayette. Fyra år senare blev han rektor för Washington College, där han utvidgade undervisningen och såg studentantalet öka. När det amerikanska inbördeskriget närmade sig återvände han till Pennsylvania, därför att han var en ivrig unionist som med avsky såg Virginias utträde ur Förenta Staterna. Det var ett svårt steg att ta därför att en del av hans familj stannade kvar. Dottern Margaret var gift med John Preston, som var en av Stonewall Jacksons stabsofficerare. En yngre dotter Elinor, hade varit gift med Stonewall men dött i barnsäng 1854. Under kriget verkade Junkin som själasörjare för unionsarméns soldater.  

## Religion och politik
Junkin var en ledarna för den teologiskt konservativa "gamla skolan" som sedan 1837 kontrollerade Presbyterian Church in the United States of America. De höll fast vid Jean Calvins lära om predestination och arvssynd och tog avstånd från väckelsekristna idéer hos den "nya skolan". Teologiskt fann de inga skäl för att anse slaveriet som en synd. Junkin ansåg personligen att slavarna gradvis skulle friköpas och sändas från USA till kolonier i Afrika. Sedan han blivit rektor för Washington College ägde han själv slavar. Junkin delade sin kyrkas åsikter att slaveriet var sanktionerat av bibeln och avvisade alla tankar om att slavägare skulle uteslutas ur kyrkans gemenskap. Han angrep abolitionismen därför att den endast förhärdade slavägarnas hjärtan och stred mot författningen. Bakom angreppen mot abolitionisterna stod också en rädsla för att slaverifrågan skulle leda till att Förenta Staterna föll sönder. Han var en nationell patriot som såg den federala unionen som en garanti för medborgarnas politiska frihet och självständighet.      